# District de Gujrat
Le district de Gujrat (en ourdou : ضِلع گُجرات) est une subdivision administrative du nord de la province du Pendjab au Pakistan. Constitué autour de sa capitale, Gujrat, le district est entouré par le territoire de l'Azad Cachemire au nord, le district de Sialkot à l'est, Gujranwala et Mandi Bahauddin au sud, et enfin Jhelum à l'ouest.
Le district est	situé dans le nord relativement industrialisé et urbanisé de la province du Pendjab, et sa population de près de trois millions d'habitants parle très majoritairement pendjabi. C'est également un fief politique de la Ligue musulmane du Pakistan (N).

## Histoire
Le district a été touché par les graves violences ayant affecté la province du Pendjab lors de la partition des Indes. En janvier 1948, plus de 1 000 hindous et skihs fuyant le pays sont tués lors du massacre du train de Gujrat.

## Démographie
Lors du recensement de 1998, la population du district a été évaluée à 2 048 008 personnes, dont environ 28 % d'urbains. Le taux d'alphabétisation était de 62 % environ, dont 73 pour les hommes et 52 pour les femmes.
Le recensement suivant mené en 2017 pointe une population de 2 756 110 habitants, soit une croissance annuelle de 1,57 %, largement inférieure aux moyennes provinciale et nationale de 2,13 % et 2,4 % respectivement. Le taux d'urbanisation augmente légèrement, à 30 %.
La langue la plus parlée du district est le pendjabi. Le district compte quelques minorités religieuses : 2,2 % d'hindous, 1,8 % de chrétiens et 0,2 % de sikhs en 1998.

## Administration

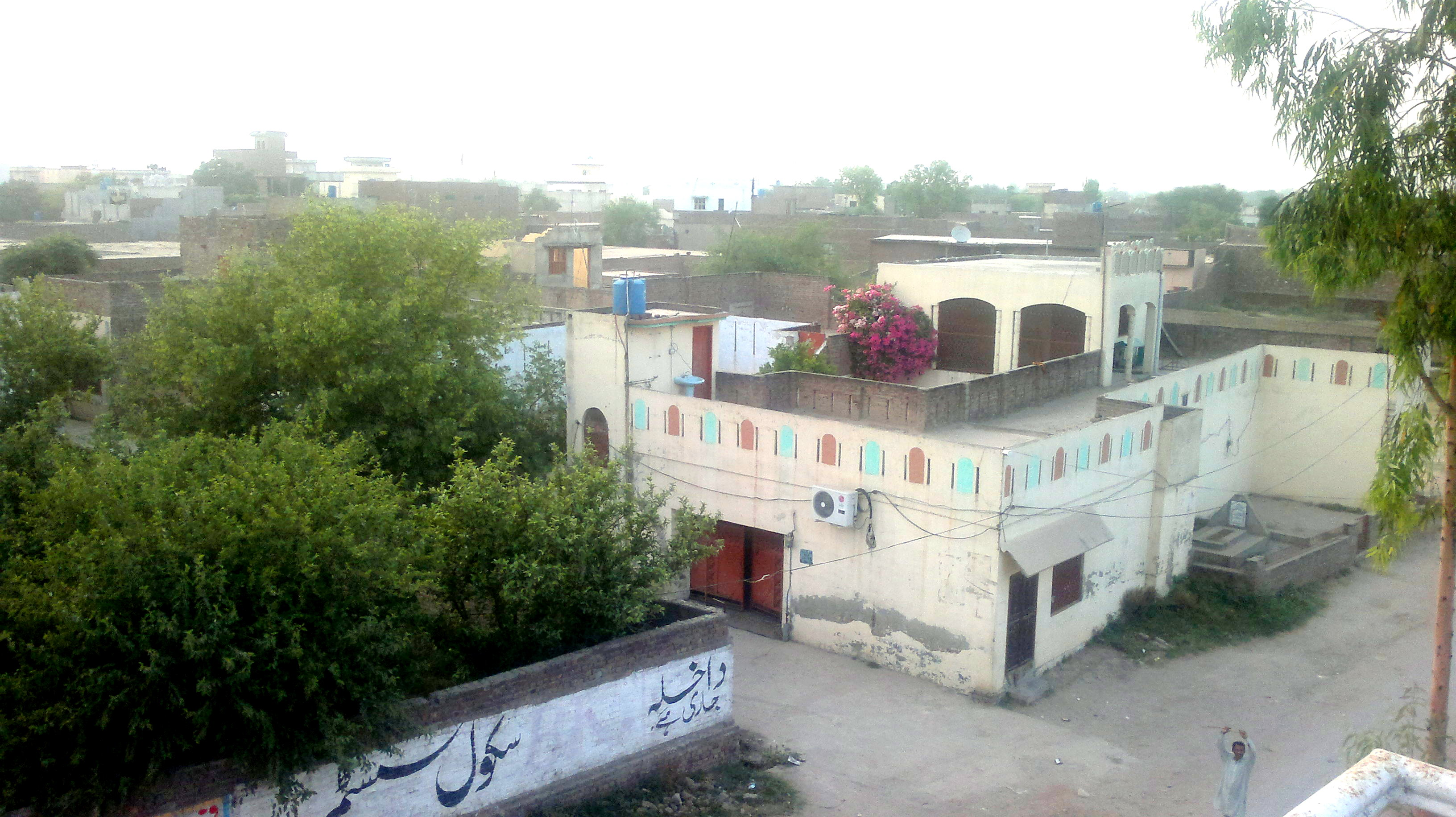
Vue de village Chakrian.

Le district est divisé en trois tehsils, Gujrat, Kharian et Sarai Alamgir, et 42 Union Councils.
| Tehsil        | Population (rec. 2017) |
| ------------- | ---------------------- |
| Gujrat        | 1 497 865              |
| Kharian       | 1 010 912              |
| Sarai Alamgir | 247 333                |

Sept villes dépassent les 30 000 habitants, et la plus importante est de loin la capitale Gujrat, qui regroupe à elle seule près de 14 % de la population totale du district. Ces sept villes regroupent quant-à elles plus de 97 % de la population urbaine, selon le recensement de 2017.

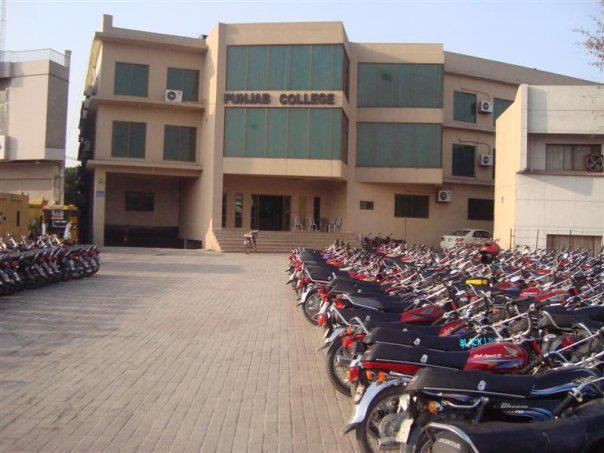
Le campus du Punjab College à Gujrat.

| Ville           | Population (rec. 2017) |
| --------------- | ---------------------- |
| Gujrat          | 390 533                |
| Jalalpur Jattan | 96 212                 |
| Lalamusa        | 91 542                 |
| Kharian         | 87 419                 |
| Sarai Alamgir   | 55 007                 |
| Dinga           | 50 802                 |
| Kunjah          | 32 648                 |

## Politique

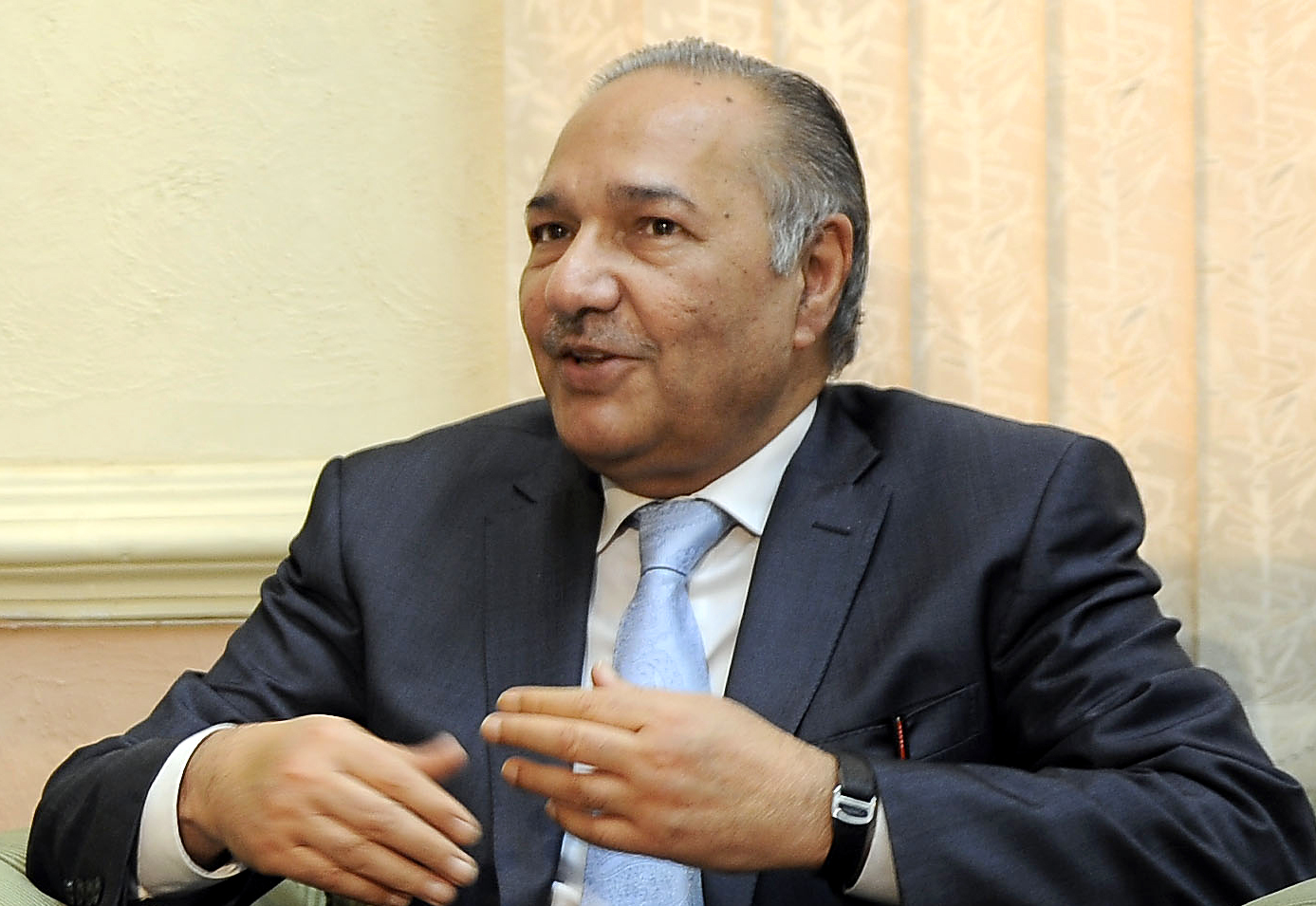
Ahmad Mukhtar, ministre élu du district.

De 2002 à 2018, le district est représenté par les huit circonscriptions no 108 à 115 à l'Assemblée provinciale du Pendjab. Lors des élections législatives de 2008, elles sont remportées par cinq candidats de la Ligue musulmane du Pakistan (Q), un candidat du Parti du peuple pakistanais (PPP), un de la Ligue musulmane du Pakistan (N) et un indépendant, et durant les élections législatives de 2013 elles ont toutes été remportées par des candidats de la Ligue musulmane du Pakistan (N), à l'exception de la troisième circonscription de Gujrat, remportée par la Ligue musulmane du Pakistan (Q).
À l'Assemblée nationale, il est représenté par les quatre circonscriptions no 104 à 107. Lors des élections de 2008, elles ont été remportées par deux candidats du PPP dont Ahmad Mukhtar, un de la Ligue musulmane du Pakistan (N) et un de la Ligue musulmane du Pakistan (Q), et durant les élections de 2013 elles sont toutes remportées par des candidats de la Ligue musulmane du Pakistan (N), sauf la deuxième circonscription de Gujrat, remportée par Chaudhry Pervaiz Elahi, candidat de la Ligue musulmane du Pakistan (Q).
Avec le redécoupage électoral de 2018, Gujrat est représenté par les quatre circonscriptions no 68 à 71 à l'Assemblée nationale et par les sept circonscriptions no 28 à 34 à l'Assemblée provinciale. Lors des élections de 2018, les circonscriptions nationales sont remportées par deux candidats de la Ligue musulmane du Pakistan (Q), dont Pervaiz Elahi, ainsi qu'un candidat de la Ligue (N) et un du Mouvement du Pakistan pour la justice.
| Parti                                        | Voix (national) | %       | Élus nationaux | Élus provinciaux |
| -------------------------------------------- | --------------- | ------- | -------------- | ---------------- |
| Ligue musulmane du Pakistan (Q)              | 227 445         | 23,18 % | 2              | 3                |
| Mouvement du Pakistan pour la justice        | 177 288         | 18,07 % | 1              | 4                |
| Ligue musulmane du Pakistan (N)              | 274 636         | 27,99 % | 1              | 0                |
| Tehreek-e-Labbaik Pakistan                   | 122 723         | 12,51 % | 0              | 0                |
| Parti du peuple pakistanais                  | 53 563          | 5,46 %  | 0              | 0                |
| Autres partis                                | 10 095          | 1,03 %  | 0              | 0                |
| Indépendants                                 | 65 546          | 6,68 %  | 0              | 0                |
| Total exprimés (participation : 50,04 %)     | 981 033         | 100 %   | 4              | 7                |
| Source : Commission électorale du Pakistan,. |                 |         |                |                  |